# سرنی آشوب
سرنی آشوب، روستایی در دهستان زهمکان بخش هور شهرستان فاریاب در استان کرمان ایران است.

## جمعیت
بر پایه سرشماری عمومی نفوس و مسکن در سال ۱۳۹۵، جمعیت این روستا برابر با ۶۸۵ نفر (۲۱۴ خانوار) بوده‌است.